# 厚生薬品
厚生薬品株式会社（こうせいやくひん）は、 愛媛県松山市に本社を置く、医療用医薬品、一般医薬品、衛生材料等の卸販売する企業であった。現在アルフレッサグループの一社「四国アルフレッサ」である。  

## 概要
- 愛媛県の戦前の医薬品卸業社は、「戸井商店（代表者・戸井真喜太）」・「小倉薬館（代表者・小倉洋蔵）」・「村上商店（代表者・村上晴彦）」・「松本商店（代表者・松本武次郎）」・「石崎商店（代表者・石崎忠八）」が代表的なものであった。
- 1940年（昭和15年）医薬品統制に入り「愛媛県医薬品配給統制会社（代表者・戸井真喜太）」設立し、終戦後の昭和22年解散する。
- 1955年（昭和30年）6月30日「愛媛県医薬品卸協同組合」設立し初代理事長に松本武次郎が就任する。専務理事に梶野賢太郎が就任する。

## 会社概要
- 創業　1946年（昭和21年）6月17日
- 資本金 　455万円
- 代表取締役社長　梶野賢太郎
- 代表取締役専務　西窪慶雅

## 沿革
（松本武次郎商店を前身として設立された企業である）
- 1892年（明治25年）2月 - 玉井武次郎は愛媛県温泉郡浮穴村大字森松で玉井冨平とヒデの三男として生誕
- 1912年（明治45年）7月 - 伊予郡上灘村の松本家の婿養子となり松本武次郎となる
- 1914年（大正3年） - 明治薬学専門学校に入学
- 1915年（大正4年） - 明治薬学専門学校を卒業
- 1917年（大正6年）12月 - 薬剤師免許を取得
- 1918年（大正7年）6月 - 愛媛県伊予郡郡中町灘町に松本武次郎商店を開業
- 1923年（大正12年） - 名古屋の「小林大薬房」と特約店契約締結
- 1945年（昭和20年） - 第二次世界大戦にて会社は消失
- 1946年（昭和21年）5月 - 「株式会社松本商店」を設立
- 1947年（昭和22年）12月 - 「松本薬品株式会社」と社名変更
- 1949年（昭和24年）3月 - 「松本薬品株式会社」から代表取締役社長　松本紀一が退社し別会社として「松本薬品株式会社」設立
- 1949年（昭和24年）4月 - 「松本薬品株式会社」から「厚生薬品株式会社」（代表取締役社長　梶野賢太郎）と社名変更し本社移転新築
- 1949年（昭和24年）6月 - 代表取締役会長　松本武次郎　退社
- 1946年（昭和21年）6月 - 「厚生薬品株式会社」を設立
- 1949年（昭和24年）5月 - 高知県高知市の「桂薬品」卸部門を譲受「厚生薬品・高知支店」として発足
- 1961年（昭和36年）10月 - 「厚生薬品・高知支店」を分離独立させ「株式会社高知厚生」を設立
- 1963年（昭和38年） - 武田薬品による愛媛県流通卸系列化により取引卸を「松本薬品」を最重点卸とした為、「三共」重点卸へとシフトを取る。

## 営業所
- 松山本社・愛媛県松山市萱町3
- 今治出張所・愛媛県今治市末広通
- 高知支社（後の「高知厚生株式会社」）・高知県高知市本与力町

## 主な取引メーカー
- 武田薬品工業　等